# Turuptiana affinis
Turuptiana affinis är en fjärilsart som beskrevs av Rothschild 1909. Turuptiana affinis ingår i släktet Turuptiana och familjen björnspinnare. Inga underarter finns listade i Catalogue of Life.